# 加塔尔
加塔尔（Ghatal），是印度西孟加拉邦Medinipur县的一个城镇。总人口51586（2001年）。

## 人口
该地2001年总人口51586人，其中男性26869人，女性24717人；0—6岁人口5815人，其中男3001人，女2814人；识字率76.21%，其中男性为82.82%，女性为69.02%。